# خربه المنطار
خربه المنطار (به عربی: خربة المنطار) روستایی فلسطینی، واقع در ۸،۵ کیلومتری شرق صفد بود.